# 6ª Squadriglia
La 6ª Squadriglia si sposta il 18 dicembre 1915 all'Aeroporto di Aviano con aerei Caproni.

## Storia

### Prima guerra mondiale
Il reparto nasce al Campo di aviazione di Verona-Tombetta l'11 novembre 1915 agli ordini Comando del Battaglione Squadriglie Aviatori poi Gruppo comando supremo per il Comando supremo militare italiano.
Il 1º dicembre diventa 6ª Squadriglia Offesa al comando del Capitano pilota Adolfo Resio con 2 Caproni Ca.32 oltre ad uno di riserva ed altri 3 piloti ed il 18 dicembre si sposta in zona di guerra all'Aeroporto di Aviano.
Il 1º marzo 1916 il comando passa al Cap. medico pilota Ferruccio Rossi ed arriva un altro pilota ed il 20 aprile bombardano il cantiere di idrovolanti di Trieste.
Nel maggio 1916 l'unità dipende dal IV Gruppo con 4 piloti, un osservatore, 2 mitraglieri e 3 Ca, il 20 giugno un Ca bombarda l'Aeroporto di Cirè e il 1º agosto partecipano all'attacco su Fiume (Croazia) con 3 Ca.
Nell'ambito della Sesta battaglia dell'Isonzo il 9 agosto 3 Ca colpiscono Prvačina ed un Ca viene attaccato da un Fokker che alla reazione del mitragliere Aldo Buratti precipita verso Ranziano.
Il 29 settembre 2 Ca attaccano Trieste.
Alla fine dell'estate un Ca viene sostituito dalla versione da 350 Hp. ed il 6 dicembre il comando passa al Cap. pilota Giulio Sibilla-Massiera.
Nel 1916 l'unità ha svolto 36 voli di guerra.
Il 10 aprile 1917 il reparto passa sotto l'XI Gruppo ed in maggio dispone di 4 Ca., 6 piloti, un osservatore e 5 mitraglieri.
Il 2 maggio 4 Ca. bombardano di notte Opcina e nell'ambito della Battaglia del monte Ortigara il 19 giugno partecipa al bombardamento dell'Albergo Ghertele a Roana.
Il 28 luglio 3 Ca attaccano Idria ed il 2 agosto 4 Ca attaccano obiettivi militari su Pola.
Nell'ambito della Battaglia di Caporetto il 25 e 26 ottobre 2 Ca eseguono un bombardamento di notte su Santa Lucia d'Isonzo ma il 26 il Caproni Ca3 4062 con equipaggio Cesare Baccili, Pietro Cattai, Luigi Ferippi e Eugenio Violi (tutti caduti), veniva attaccato sopra San Leonardo (Italia) ed abbattuto da due piloti Tedeschi della Jasta 39, Vfw Ludwig Gaim ed Uffz Bernard Ultsch a Santa Lucia d'Isonzo.
Il 31 ottobre il reparto ripiega spostandosi all'Aeroporto di Padova con 4 Ca.
Il 1º novembre arrivano altri 2 Ca. e ci sono 10 piloti tra cui il Tenente Luigi Ridolfi, 4 osservatori e 5 mitraglieri e l'8 dicembre 5 Ca bombardano baraccamenti e truppe nella valle di Campomulo vicino ad Asiago e mitragliano le colonne nemiche.
Il 13 dicembre la squadriglia si sposta all'Aeroporto di Brescia-Ghedi con 2 Ca. ed il 14 arriva un altro Ca. e vengono messi a riposo.
Il 29 gennaio 1918 torna a Verona ed il 5 febbraio arriva un altro Ca.
Il 6 febbraio 2 Ca bombardano di notte la stazione di Mattarello ed in marzo il comando interinale passa al Ten. Cuntry ed a metà mese al Ten. Omero Cavallarin che alla fine del mese dispone di 4 Ca.
Il 25 marzo 4 Ca. bombardano la stazione di Mattarello, il 4 maggio gli impianti elettrici di Fies a Dro ed il 20 maggio si spostano a Tombetta (oggi Borgo Roma).
Il 25 maggio il Caproni Ca.33 con a bordo il Sottotenente Ariboldo Soliani, il Ten. Sandro Morelli con il Ten. osservatore Guglielmo Cassinelli fu preso da una bufera di vento e fu costretto ad un fortunoso atterraggio di emergenza su di un ghiacciaio dell'Adamello a ben 3.150 metri di quota. 
Il 24 giugno ci sono 4 Ca., 7 piloti, 4 osservatori e 4 mitraglieri ed il 22 luglio il comando passa al Cap. Raffaele Tarantini.
Il 17 settembre 2 Ca. bombardano di notte Aviano e Pergine Valsugana ed il 4 ottobre cambia 3 Caproni Ca.33 con 3 Caproni Ca.44.
Alla fine di ottobre il reparto dispone di 8 Ca., 11 piloti tra cui 3 dell'American Expeditionary Forces, 7 osservatori tra cui un americano e 5 mitraglieri e ritorna a Padova.
Il 27 ottobre 6 Ca. bombardano Vittorio Veneto ma quello dei Tenenti pilota DeWitt Coleman (che riceverà la Medaglia d'oro al valor militare) e copilota James Bahl (Medaglia d'argento al Valor Militare), con a bordo l'osservatore Ten. Vincenzo Cutello ed il mitragliere Sergente Tarcisio Cantarutti viene abbattuto su Monte Cor, sopra Revine Lago da 5 caccia tra cui vi era l'Asso dell'aviazione Roman Schmidt che era il comandante della Flik 74J ed il 2 novembre 2 Ca. bombardano la stazione di San Giovanni al Natisone.
Nel 1918 l'unità ha effettuato 147 voli di guerra.

### Il dopoguerra
Al 15 gennaio 1927 la 6ª Squadriglia della Regia Aeronautica è nel XLIV Gruppo Bombardieri Diurno del 14º Stormo dell'Aeroporto di Ferrara-San Luca sui Fiat B.R.1.
Il 10 maggio 1929 il 44º Gruppo va all'Aeroporto di Poggio Renatico sui Fiat B.R.2.
Nell'anno il 44° transita sui Fiat B.R.3. Il 25 novembre 1934 il reparto va a Gorizia.

### Guerra d'Etiopia
Il giorno 16 novembre 1935 in seguito ad ordine ministeriale iniziano le operazioni preliminari per la partenza della 6ª Squadriglia in Africa Orientale nell'ambito della Guerra d'Etiopia. Dal 16 al 23 novembre il reparto, con sede provvisoria all’Aeroporto di Ciampino Sud, organizza la partenza. Il 23 novembre inizia il trasferimento che termina il 23 dicembre. Il 25 dicembre è collaudato il primo dei sette Caproni Ca.133. Il 30 dicembre l'unità inizia il ciclo di operazioni belliche inquadrata nel XLIV Gruppo dell’aeroporto di Otumlo (poi Aeroporto Internazionale di Massaua).
Al 15 gennaio 1936 è all'Aeroporto di Macallè sui Caproni Ca.133.
Il 18 marzo successivo uno dei Caproni dell'unità su Quoram viene colpito dai cannoni della contraerea provocando il ferimento di tutto l'equipaggio e la morte dell'Aviere Scelto aiuto motorista Mario Tadini (militare).

### Africa Orientale Italiana
Al giugno 1937 vola ancora sui Ca.133 nell'ambito dell'Africa Orientale Italiana.
A luglio 1938 ha sede all'Aeroporto di Addis Abeba-Bole.
Al 4 luglio 1939 la Squadriglia del 14º Stormo Bombardamento Terrestre era basata all'Aeroporto di Benina, in Libia.

### Seconda guerra mondiale
Al 10 giugno 1940 è nel 44º Gruppo Bombardieri del 14º Stormo con 8 S.M.79 ad El-Adem (poi Base aerea Gamal Abd el-Nasser) ed in AOI era nel XLIV Gruppo Bombardamento Terrestre con 6 SM 79 all'Aeroporto di Dire Dawa.
Il 22 agosto 1940 il tenente colonnello pilota della riserva Umberto Klinger esegue una missione su un S.M.79 della 6ª Squadriglia dell'Aeroporto di Benina bombardando da 4.000 metri obiettivi una zona interna del porto di Alessandria d'Egitto.
Il 5 gennaio 1941 il reparto, stremato dal ciclo operativo in Africa Settentrionale Italiana rientrò in Italia, portandosi il 13 marzo sull'aeroporto di Reggio Emilia in attesa di essere riequipaggiato.